# Huanglong (socken i Kina, Sichuan, lat 32,78, long 103,91)
Huanglong (kinesiska: 黄龙乡, 黄龙) är en socken i Kina. Den ligger i provinsen Sichuan, i den sydvästra delen av landet, omkring 240 kilometer norr om provinshuvudstaden Chengdu.
Genomsnittlig årsnederbörd är 1 102 millimeter. Den regnigaste månaden är maj, med i genomsnitt 203 mm nederbörd, och den torraste är december, med 4 mm nederbörd.